# Bryobia mirmoayedii
Bryobia mirmoayedii är en spindeldjursart som beskrevs av Khanjani, Gotoh och Kitashima 2008. Bryobia mirmoayedii ingår i släktet Bryobia och familjen Tetranychidae. Inga underarter finns listade.